# Hohentengen am Hochrhein
Hohentengen am Hochrhein ist eine Gemeinde im Landkreis Waldshut im Bundesland Baden-Württemberg, Deutschland. Sie entstand in ihrer heutigen Form durch die Gemeindereform von 1973 und setzt sich aus den Ortsteilen Bergöschingen, Günzgen, Herdern, Hohentengen, Lienheim und Stetten zusammen. Hohentengen am Hochrhein bildet mit der Gemeinde Küssaberg den Gemeindeverwaltungsverband Küssaberg. Der Bereich gilt auch als Mittelpunkt des im Volksmund sogenannten „Bohnenviertels“.

## Namensbildung
Geprägt wurde die Ortschaft schon früh durch den Kirchenbau. Auf die Urkirche folgte 1518–1520 ein Neubau. Er hatte Wandmalereien (Fresken) und 400 Sitzplätze, obwohl das Dorf Tengen damals nur um die 200 Einwohner hatte. Sie wurde von den Menschen als so monumental empfunden, dass, wenn vom Dorf Thengen die Rede war, man den Zusatz „bei der hohen Kirche“ verwendete, aus dem dann der Name Hohentengen hervorging. Durch seine Kirche und der großen Pfarrei übte das Dorf eine Mittelpunktfunktion aus.

## Wappen
„Das Gemeindegebiet gehörte bis zum Anfall an Baden teils zum Territorium des Hochstiftes Konstanz, teils zur gefürsteten Landgrafschaft der Schwarzenberger. Das Wappen des ersteren war ein durchgehendes rotes Kreuz. Das Stammwappen der letzteren – also das ursprüngliche Wappenzeichen ihrer Familie – ist bis heute von Silber und Blau siebenmal gespalten. Das vom Generallandesarchiv für die neue Gemeinde entworfene Wappen spiegelt die früheren Herrschaftsverhältnisse wider. Das Wappen nebst der Flagge in den Farben Rot-Weiß hat das Landratsamt Waldshut am 12. Dezember 1980 verliehen.“

## Geographie

### Geographische Lage
Die Gemeinde Hohentengen liegt auf dem nördlichen Rheinbord mit Blick auf die Schweiz. Bei entsprechender Wetterlage bietet sich vom Stettener Kalten Wangen ein Ausblick auf die Schweizer Berge. „Die sich vom Rhein terrassenförmig aufbauende Landschaft reicht von 347 Meter (Rheinhöhe) bis 690 Meter (Wannenberg) bei Bergöschingen.“

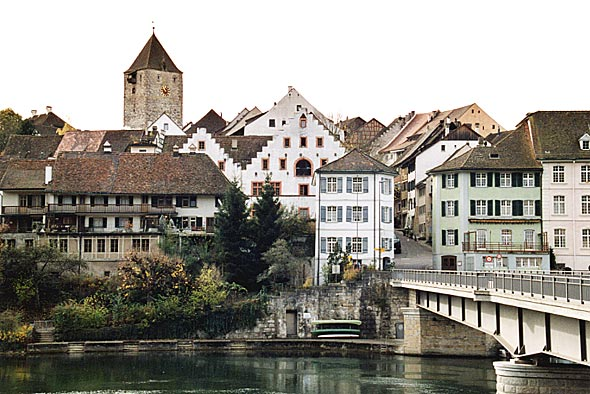
Kaiserstuhl, von Hohentengen aus gesehen (November 2000)

### Nachbargemeinden
Die Gemeinde mit 12,5 Kilometer Rheingrenze grenzt an die deutschen Gemeinden Küssaberg im Westen und Klettgau im Norden. Die 5,5 Kilometer Landesgrenzen zur Schweiz bestehen im Osten zu den Gemeinden Wasterkingen und Hüntwangen, im Süden zu Glattfelden und Weiach, alle im Kanton Zürich; sowie ebenfalls im Süden zu Zurzach und Fisibach im Kanton Aargau und dort auch zur Stadt Kaiserstuhl.

### Gemeindegliederung
Die Gemeinde besteht aus den sechs Ortsteilen Bergöschingen, Günzgen, Herdern, Hohentengen, Lienheim und Stetten. Die räumlichen Grenzen der Ortsteile Bergöschingen, Herdern, Hohentengen und Lienheim entsprechen denen der früheren Ortschaften gleichen Namens, die räumlichen Grenzen der Ortsteile Günzgen und Stetten entsprechen dem des früheren Bezirks der Gemeinde Stetten. Die Ortsteile bilden zugleich Wohnbezirke im Sinne der baden-württembergischen Gemeindeordnung.
Zu allen Ortsteilen gehören zahlreiche Höfe, Wohnplätze und auch abgegangene Ortschaften.

## Ortsteile
| Wappen        | Der Ortsteil Hohentengen ist das Zentrum der Gemeinde und Sitz der Gemeindeverwaltung. |
| Bergöschingen | Bergöschingen, der kleinste Ortsteil wird geprägt von landwirtschaftlichen Gebäuden. Idyllisch gelegen ist Bergöschingen ein Ort der Ruhe und Naturverbundenheit. |
| Lienheim      | Lienheim ist der zweitgrößte Ortsteil der Gemeinde Hohentengen a.H. |
| Günzgen       | Der Ortsteil Günzgen liegt unmittelbar an der Grenze zur Schweizer Gemeinde Wasterkingen. Das Bild des kleinen malerischen Ortes erhielt in langer Planung sein heutiges reizvolles Gesicht. |
| Herdern       | Herdern ist der drittgrößte Ortsteil, gelegen am Rheinufer auf halbem Weg zum Kraftwerk Eglisau-Glattfelden. |
| Stetten       | Der Ortsteil Stetten gehört mit seinen knapp 300 Einwohnern zu den kleinsten Ortschaften der Gemeinde. Stetten liegt am Fuße des Kalten Wangen, inmitten von Feldern und Wiesen. Bei entsprechendem Wetter bietet sich Wanderern vom Kalten Wangen aus ein guter Ausblick auf die Schweizer Alpen. |

## Geschichte

### Frühgeschichte
Herbert Fuchs sen. nennt das (Hügel-)Steinkistengrab bei Herdern im Gewann „Schatzbühl“ als schnurkeramische Bestattung (2800–2200 v. Chr.). Weitere Objekte sind die Kesselgruben im Gewann Grubenholz in Herdern, die von Prof. Keller GLA (1876) und 1941 „beim Legen der Wasserleitung für die Siedlung bei der Guggenmühle“ im Gewann „Schloßäcker“ festgestellt wurden. Funde von Gegenständen „der mittleren Bronzezeit“ (1600–1300 v. Chr.) beschreibt Egon Gersbach.

### Kelten
Sehenswürdigkeiten in Hohentengen sind „ein keltisches Reihengrab und eine keltische Ringwallanlage.“

### Römerzeit
Der Historiker Franz Joseph Mone vermutete in Hohentengen die einstige römische Siedlung Tenedo, der Historiker Joseph Bader bezog dieses noch auf Tiengen; beides gilt heute als widerlegt.
„Die Funde römischer Münzen und Tonscherben und die Wegspuren bestätigen […], daß hier ein Knotenpunkt des römischen Verkehrs über das Rafzer Feld und den kalten Wasen [heute: Kalter Wangen] nach Bühl und Grießen war.

### Alamannen
Der Name Tengen [… als] alemannische Gründung bedeutet ‚bei den Angehörigen des Tio oder Teo‘. Auch die Entdeckung von alemannischen Reihengräbern im Ortsteil Lienheim weist auf einen ähnlichen Ursprung hin.“

### Gründung und Mittelalter
Hohentengen als Siedlung ging wahrscheinlich aus einem bischöflichen Mayerhof hervor: In einer Urkunde aus dem Jahr 877 wird ein berittener Bote genannt, der im Auftrag des Bischofs Salomo III. von Konstanz nach Straßburg zu Bischof Reginhard unterwegs war, um bei dem Mayer in Teingon (Thengen) für eine nachfolgende Delegation Quartier zu machen.
Hohentengen erscheint dann 1243 in einer Urkunde als „‚Ticingin‘ und nach dem Züricher Urkundenbuch 1268 als ‚Teingen‘“

#### Geschichte der Urkirche
Die 1255 genannte Kirche in Hohentengen, „die 1268 als ‚ecclesia Teinigen‘ und 1504 als ‚gotshus unser liben frowen‘“ bestätigt ist, wurde 1518–1520 neu erbaut und wurde „von Bischof Hugo von Konstanz der hl. Mutter Gottes geweiht (15.8.).“ Herbert Fuchs sen. geht davon aus, dass sich am Bauplatz der Kirche zuvor „zweifellos […] eine alte heidnisch[e] Kultstätte“ befand. Entsprechend wurde hier schon „zur Zeit der Karolinger“ ein christliches Heiligtum errichtet. In den Jahren 1518–1520 „legte man, bis auf den unteren Teil des Turmes, die alte Kirche nieder und errichtete den heute in seinen Grundformen noch bestehenden Neubau.“ Nachdem „1739 ein Sturm den Dachstuhl hinweggefegt hatte“, wurde die Kirche „barockisiert.“ Bei einer „neuerlichen Renovation 1939-1940 wurden die alten Wandmalereien entdeckt.“
Kirchenbrand
In der Nacht vom 26. auf den 27. Oktober 1954 fiel die unter Denkmalschutz stehende Kirche „mit ihren Kunstwerken, Fresken, Wandbildern und der Sakristei aus dem 13. Jahrhundert“ einem Brand zum Opfer. Nach archäologischen Grabungen haben der Präsident der Antiquarischen Gesellschaft in Zürich, Dr. P. Kläui, und der Aargauischen Kantonsarchäologe R. Bosch festgestellt, dass schon in karolingischer Zeit (8. und 9. Jahrhundert) hier eine Kirche stand. Über diese Urkirche erstellten Leiter der Ausgrabung (Kläui, Bosch und Ginter) einen ausführlichen Bericht. Dies deutet auch auf eine noch ältere Existenz der Ortschaft hin. Im Heimatbuch für den Amtsbezirk Waldshut werden auch detaillierte Angaben zu den vier Glocken der Kirche gegeben.

„Nach dem Brand wurden im Boden unter und neben der Kirche die 90 cm starken Fundamente eines karolingischen Gotteshauses freigelegt. Die Lage und Größe der Urkirche lag nach der Ausgrabung offen zu Tage. Auch der alte Eingang mit dem übermauerten Türschwellenstein wurde freigelegt. Dieser Schwellenstein wies sehr markante Abnutzungsspuren auf, ein Zeichen, dass viele Generationen über ihn hinweggegangen sind. Die Urpfarrei Thengen umfasste nachweislich mindestens 16 Gemeinden links und rechts des Rheins.“

Pfarrer Wendelin Müller, der seit 1933 in Hohentengen wirkte, setzte 1954 zusammen mit Bürgermeister Karl Berthold und der Gemeinde seine ganze Kraft für den Wiederaufbau der Kirche ein. Im Februar 1956 wurde der im gotischen Stil gehaltene Neubau durch Dekan Armbruster eingeweiht.
Als Ursache des Brandes wurde, „wie üblich, ein elektrischer Defekt angenommen. Der Zeitpunkt der Katastrophe […] kurz nach dem Krieg hat dazu geführt, dass nur das Nötigste und dies in billigster Ausführung gemacht wurde.“ Außer den Glasmalereien der Chorfenster sei alles andere „ein ärmliches Werk der unmittelbaren Nachkriegszeit.“
Einen Hinweis auf eine ebenfalls alte Kirchengeschichte mit Bezug zur Hohentengener Urkirche gibt es zu Schwerzen.

#### Verbindung mit den Freiherren von Regensberg
„Die Geschichte der Gemeinde Hohentengen ist eng mit der des Schweizer Städtchens Kaiserstuhl verbunden.“
Als erste urkundliche Erwähnung gilt Keiserstuol aus dem Jahr 1227. Nahe liegt die Deutung als „Stuhl des Kaisers“. Traditionell ist mit dem Begriff „Stuhl“ mit dem Einsetzen des Spätmittelalters die Gerichtsstätte eines Stuhlherren verbunden. Es wird nicht ausgeschlossen, dass um diese Zeit an Stelle der späteren Stadt nur der hohe Turm und einige zugeordnete Gebäude standen. Archäologische Befunde zum Turm sind jedoch nach allgemeinen Angaben nicht bekannt. 1254 wird ein Freiherr Rudolf von Kaiserstuhl benannt, mit dem Lütold VII. von Regensberg als die einzige Stadtgründung der Regensberger auf Aargauer Gebiet, Kaiserstuhl mit Stadtrecht ausstattete.
Zu Beginn des Interregnums (1254–1273) waren die Regensberger bestrebt, ihre Machtstellung rund um Zürich beständig auszubauen. Nach einem Konflikt mit Graf Rudolf von Habsburg ab 1264 um den beträchtlichen Nachlass der ausgestorbenen Grafen von Kyburg, der zu Ungunsten der Regensberger verlief, gilt deren Niedergang ab 1268 als eingeleitet. 1294 verkaufte Luitpold VII. seine Burg Rötteln mit den zugehörigen Orten Tengen und dem benachbarten Städtchen Kaiserstuhl an das Hochstift Konstanz:

„Ich, Luitold von Regensperch han verkouffet die stat und die burg ze Kayserstuol, diu an der brugge lit, und ouch den hof ze Tengen mit der kilchunsatz, so da in hoeret, Hainrich bischof ze Kostenz und sinem gotzhuse umb aht hundert march loetiges silbers Kostenzer geweges. (Urkunde zitiert nach Krieger, Albert, Topographisches Wörterbuch des Großherzogtums Baden, 2 Bände, 1904–1905)“

#### Bischöflich-konstanzische Herrschaft
Vermutlich gehörten auch zu diesem Verkauf um 800 Mark Silber die „Vogteien in Hohentengen, Herdern und Lienheim. 1295 kaufte der Bischof die Vogtei Weiach, und 1363 die Burg Schwarzwasserstelz.“ Ansprüche auf die alleinige Herrschaft des Bischofs auf der rechtsrheinischen Seite machten in der Folge die Grafen von Sulz, vor allem auf die Blutgerichtsbarkeit, der höchsten Form der herrschaftlichen Ebene.
Auf der linksrheinischen Seite nutzen die Eidgenossen die Folgen der Reichsacht, die auf dem österreichischen Herzog Friedrich während dem Konzil von Konstanz gelegt wurde und übernahmen die österreichische Blutgerichtsbarkeit über den linksrheinischen Teil mit der Herrschaft Kaiserstuhl. Die niederen Rechte verblieben jedoch beim Bischof von Konstanz. Die Eidgenossen beanspruchten jedoch neben Kaiserstuhl auch in den drei Dörfern Hohentengen, Herdern und Lienheim ...

„... das Mannschaftsrecht für sich unter dem Vorwand, sie in ihren Schutz zu nehmen, stellten in Kriegszeiten (… dort) sowie beim Schloß Weißwasserstelz Salva Guardia Säulen auf, was von den drei Dörfern gefordert und vom Bischof geduldet wurde. So im Schwabenkrieg (1499), Dreißigjährigen (1618–1648) und den späteren Kriegen. Gegen dieses Schutz- und Schirmrecht protestierte die klettgauische Regierung immer wieder, wenn auch vergeblich“

### Neuzeit
Die Neuzeit oder Neuere Geschichte wird mit Beginn der Wende vom 15. zum 16. Jahrhundert angesetzt. Als prägende Ereignisse angesehen werden zum Beispiel die osmanische Eroberung Konstantinopels 1453, die Entdeckung Amerikas 1492 und die Reformation 1517 von Martin Luther.

#### Dreißigjähriger Krieg
Trotz dem Angebot der Eidgenossen auf den Schutz vor Kriegsfolgen, ließen es sich die Hohentengener Bauern nicht nehmen, im Dreißigjährigen Krieg (1618–1648) gegen im Klettgau eingedrungene schwedisch-französische Truppen ins Gefecht zu ziehen:
„Nach einem lateinischen Bericht im Kirchenbuch zu Lottstetten sind am 8. Mai 1633 bei dem ‚Scharmützel‘ zu Lottstetten 15 Bauern der Pfarrei Hohentengen getötet worden.“

„Bei einem Gefecht am 7. Mai 1633 bei Lottstetten zwischen einer 300 Mann starken französischen Reiterabteilung, die unter schwedischen Fahnen diente, und Klettgauer Bauern, wurden von den etwa 600 Bauern 150 niedergemacht, ein großer Teil gefangengenommen und die andern in die Flucht gejagt. Aus Rache für den Angriff der Bauern ließ Oberst Villefranche am 8. Mai 1633 Lottstetten niederbrennen‚ und zwar in so kurzer Zeit, daß in einer und in einer zweiten Stunde alles brannte.‘ In den folgenden Tagen wurden Jestetten, Erzingen, Grießen und fast alle Klettgaudörfer ausgeplündert, Häuser angezündet und die Bevölkerung geschunden.“

„Die 1635 ausbrechende Pest hat [in Hohentengen] 83 Personen dahingerafft und machte auch vor den Toren der drei Wasserschlösser nicht Halt.“
Bischöflich-Konstanzische Herrschaft
Die Konflikte um Rechte auf beiden Seiten des Hochrheins zwischen Eidgenossen, dem Hochstift Konstanz und den Grafen von Sulz mit den Schwarzenbergern als deren Nachfolgern, zogen sich durch die gesamte Neuzeit bis 1798 und der Säkularisierung 1803 hin.

### Säkularisation
Die rechtsrheinischen Teile der Obervogtei Rötteln fielen 1803 aufgrund des Reichsdeputationshauptschlusses an Baden.“
Um im Zuge der napoleonischen Säkularisation 1803 einer Eingliederung in das Großherzogtum Baden zu entgehen, versuchten die Hohentengener vergeblich, sich dem damals neu entstandenen Kanton Zürich anzuschließen. Die Dörfer und heutigen Ortsteile Stetten, Günzgen und Bergöschingen gehörten bis zur Neuordnung durch den Reichsdeputationshauptschluss 1803 zur Landgrafschaft Klettgau, die früher im Besitz der Grafen von Sulz, später der Fürsten zu Schwarzenberg war. Die Ortschaften Hohentengen, Herdern und Lienheim gehörten von 1294 bis 1803 (also mehr als 600 Jahre) zum Territorium des Bistums Konstanz.
„16 Gefallene und 1 Vermißten forderte der Weltkrieg 1914–1918, während 40 Gefallene und 19 Vermißte aus dem Weltkrieg 1939–1945 in ihre Heimatgemeinde Hohentengen nicht zurückkehren konnten.“
Der Flughafen Zürich liegt 15 Kilometer (Luftlinie) entfernt. Hohentengen ist stark fluglärmmbelastet und deutscher Akteur im Fluglärmstreit.

## Politik

### Bürgermeister
Bürgermeister ist seit 2023 Jürgen Wiener. Er wurde bei der Bürgermeisterwahl am 26. März 2023 mit 84,2 Prozent der Stimmen gewählt. Wiener folgte auf Martin Benz (CDU), der von 1991 bis 2023 amtierte.

### Gemeinderat
Der Gemeinderat in Hohentengen am Hochrhein hat 14 Mitglieder. Er besteht aus den gewählten ehrenamtlichen Gemeinderäten und dem stimmberechtigten Bürgermeister als Vorsitzendem. Die Kommunalwahl am 9. Juni 2024 führte zu folgendem Endergebnis:

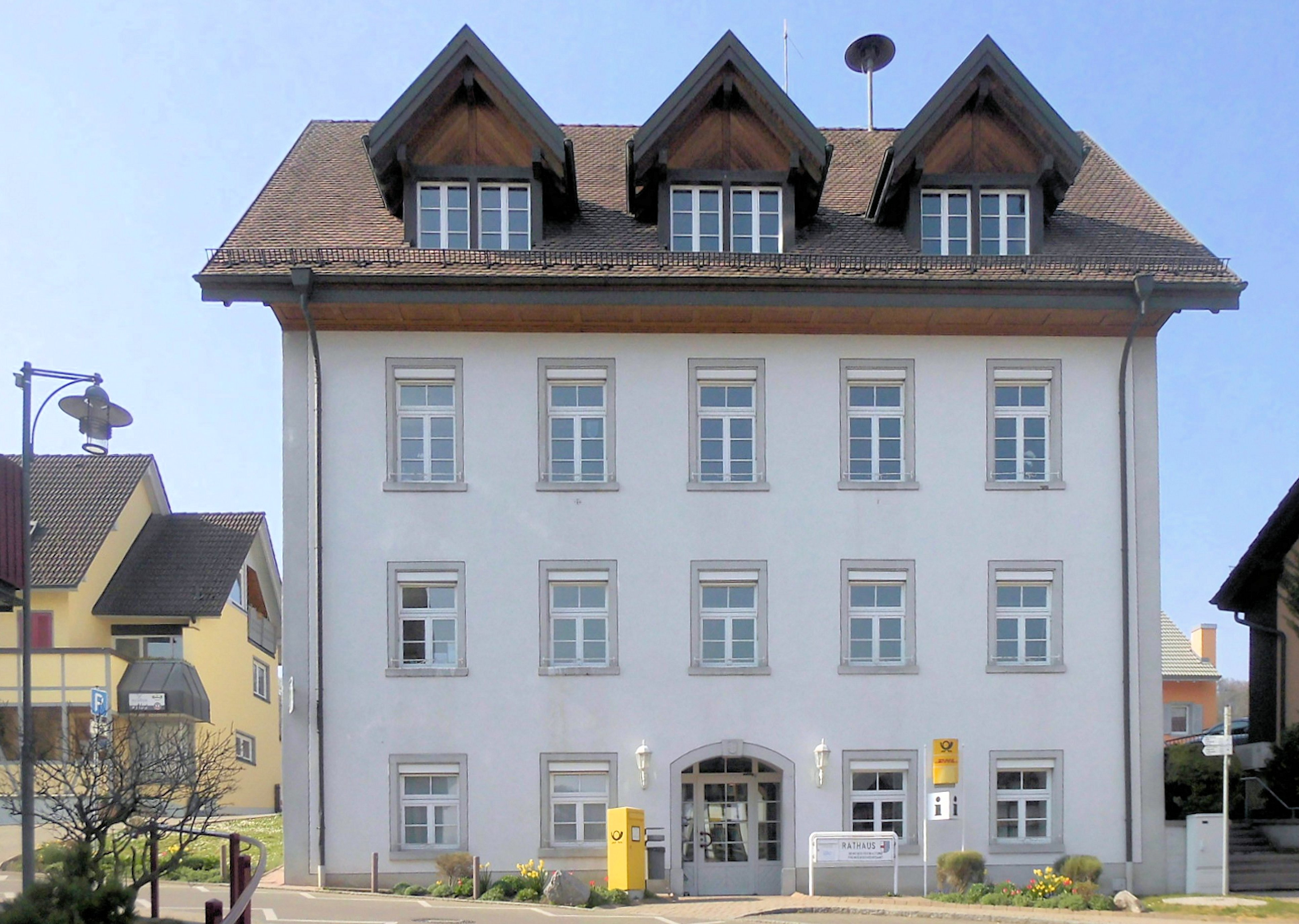
Rathaus Hohentengen

| Parteien und Wählergemeinschaften | Parteien und Wählergemeinschaften           | % 2024 | Sitze 2024 | % 2019 | Sitze 2019 | Kommunalwahl 2024 %403020100 39,4 %28,9 %19,1 %12,7 % CDUFWSPDGrüneGewinne und Verlusteim Vergleich zu 2019 %p 8 6 4 2 0 −2 −4 −6 −8+7,8 %p−1,5 %p± 0,0 %p−6,1 %pCDUFWSPDGrüne |
| CDU                               | Christlich Demokratische Union Deutschlands | 39,4   | 5          | 31,6   | 4          | Kommunalwahl 2024 %403020100 39,4 %28,9 %19,1 %12,7 % CDUFWSPDGrüneGewinne und Verlusteim Vergleich zu 2019 %p 8 6 4 2 0 −2 −4 −6 −8+7,8 %p−1,5 %p± 0,0 %p−6,1 %pCDUFWSPDGrüne |
| FW                                | Freie Wähler                                | 28,9   | 4          | 30,4   | 4          | Kommunalwahl 2024 %403020100 39,4 %28,9 %19,1 %12,7 % CDUFWSPDGrüneGewinne und Verlusteim Vergleich zu 2019 %p 8 6 4 2 0 −2 −4 −6 −8+7,8 %p−1,5 %p± 0,0 %p−6,1 %pCDUFWSPDGrüne |
| SPD                               | Sozialdemokratische Partei Deutschlands     | 19,1   | 3          | 19,1   | 3          | Kommunalwahl 2024 %403020100 39,4 %28,9 %19,1 %12,7 % CDUFWSPDGrüneGewinne und Verlusteim Vergleich zu 2019 %p 8 6 4 2 0 −2 −4 −6 −8+7,8 %p−1,5 %p± 0,0 %p−6,1 %pCDUFWSPDGrüne |
| GRÜNE                             | Bündnis 90/Die Grünen                       | 12,7   | 2          | 18,8   | 3          | Kommunalwahl 2024 %403020100 39,4 %28,9 %19,1 %12,7 % CDUFWSPDGrüneGewinne und Verlusteim Vergleich zu 2019 %p 8 6 4 2 0 −2 −4 −6 −8+7,8 %p−1,5 %p± 0,0 %p−6,1 %pCDUFWSPDGrüne |
| gesamt                            | gesamt                                      | 100,0  | 14         | 100,0  | 14         | Kommunalwahl 2024 %403020100 39,4 %28,9 %19,1 %12,7 % CDUFWSPDGrüneGewinne und Verlusteim Vergleich zu 2019 %p 8 6 4 2 0 −2 −4 −6 −8+7,8 %p−1,5 %p± 0,0 %p−6,1 %pCDUFWSPDGrüne |
| Wahlbeteiligung                   | Wahlbeteiligung                             | 66,3 % | 66,3 %     | 66,0 % | 66,0 %     | Kommunalwahl 2024 %403020100 39,4 %28,9 %19,1 %12,7 % CDUFWSPDGrüneGewinne und Verlusteim Vergleich zu 2019 %p 8 6 4 2 0 −2 −4 −6 −8+7,8 %p−1,5 %p± 0,0 %p−6,1 %pCDUFWSPDGrüne |

## Wirtschaft
Hohentengen ist wirtschaftlich sehr eng mit der Schweiz verbunden. Der überwiegende Teil der Bevölkerung arbeitet als Grenzgänger in der Schweiz. Handels-, Handwerks- und Dienstleistungsbetriebe werden durch die Schweizer Kundschaft geprägt.
Der Engelhof westlich des Dorfes Hohentengen liegt auf 47,34 Grad nördlicher Breite und ist der südlichste Weinberg Deutschlands.

### Medien
Hohentengen zählt zum Lokalbereich des Südkurier mit der zugehörigen Traditionszeitung Alb-Bote. Dazu kommt das Anzeigenblatt „Anzeiger Hochrhein“.
Auf dem Gemeindegebiet steht seit 1995 der Sender Wannenberg des SWR. Er ist 103 Meter hoch und eine markante Landmarke.

### Verkehr
Durch Hohentengen verläuft als Radfernweg der Rheinradweg, der von der Quelle des Rheins am Oberalppass im Schweizer Kanton Graubünden bis zur Mündung bei Rotterdam führt. Dessen rechtsrheinische Variante verläuft von Schaffhausen kommend über Jestetten und Lottstetten, danach von Rafz bis Wasterkingen durch Schweizer Gebiet und, wieder in Deutschland, über Hohentengen und Küssaberg nach Waldshut. Er ist am Hochrhein ausgewiesen als Eurovelo-Route 6 (Atlantik - Schwarzes Meer) und 15 (Rheinradweg) und als D-Routen 6 (Donauroute) und 8 (Rhein-Route).

## Kultur und Sehenswürdigkeiten

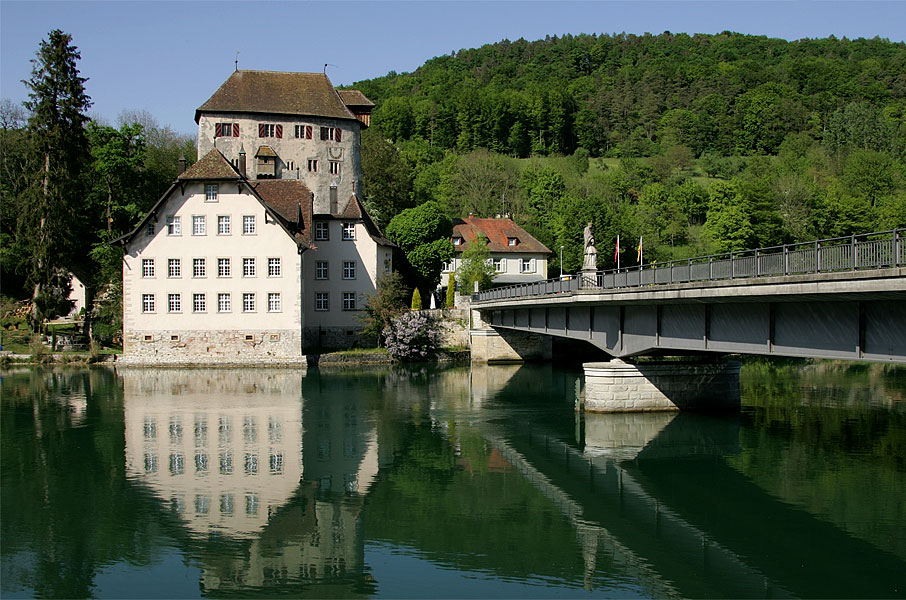
Schloss Rötteln

### Bauwerke
- Katholische Pfarrkirche St. Maria (mit Wappen von Kaiserstuhler Geschlechtern), im Turm vier Glocken von Friedrich Wilhelm Schilling aus dem Jahr 1956 (e1, g1, a1, h1)

- Kirche St. Bernhard in Stetten

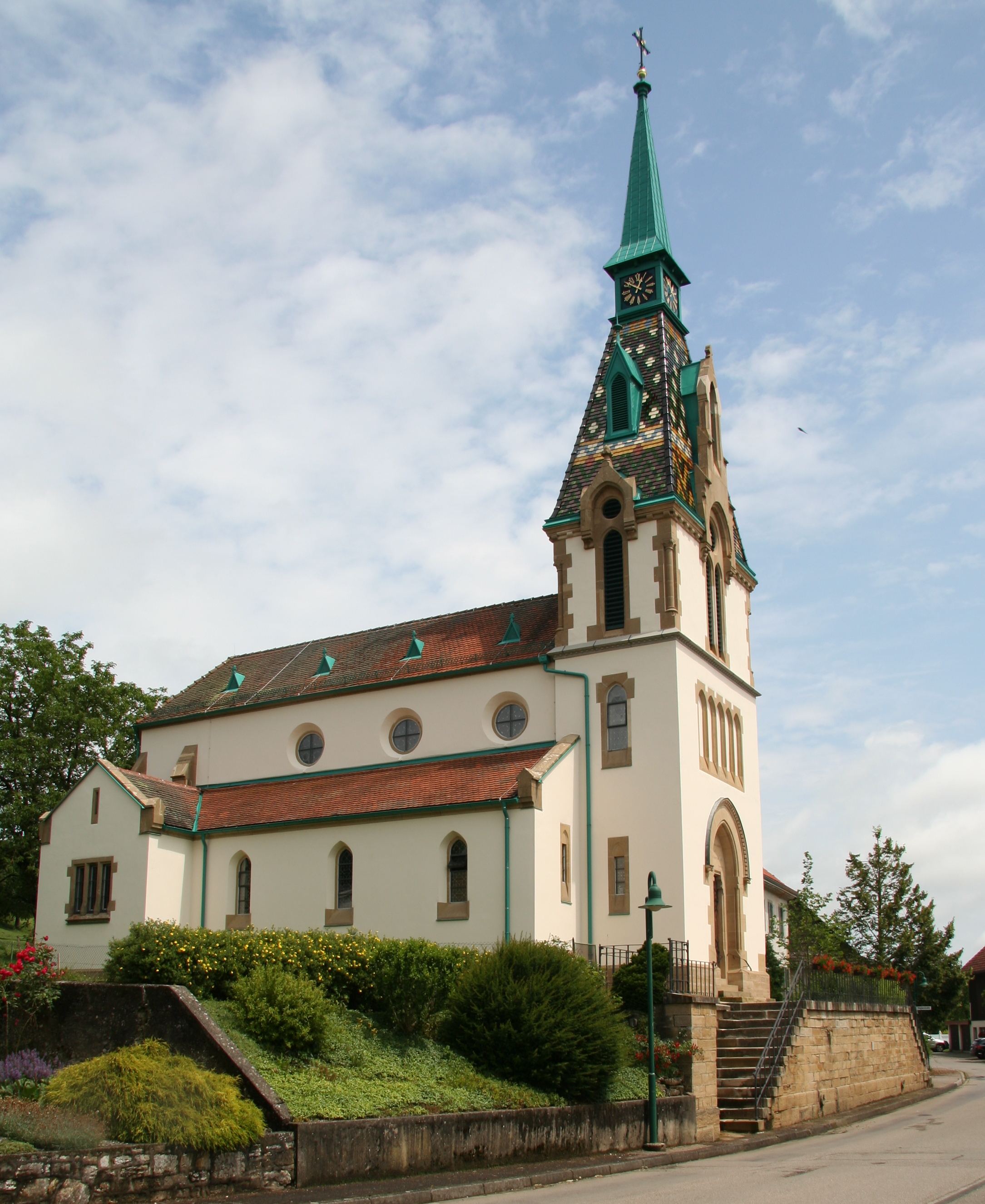
Kirche in Stetten

- Schloss Rötteln, direkt gegenüber Kaiserstuhl
- Kapelle St. Antonius oberhalb des Schlosses Rötteln
- Burgruine Weisswasserstelz, mit der Guggenmühle und restaurierter Zehntscheuer (heute Restaurant und Gästehaus)

### Kunst
- Skulpturen-Weg entlang beider Rhein-Ufer zwischen Kaiserstuhl, Hohentengen, Weiach und Glattfelden

### Sport
Der FC Eintracht Stetten stieg 2007 in die Landesliga des Südbadischen Fußballverbands auf.
Die erste Mannschaft des SC Hohentengen wurde in der Saison 2010/2011 Meister der Kreisliga B. Beide Vereine schlossen sich 2011 zum FC Hochrhein zusammen.

## Persönlichkeiten
- Augustin Bernher (* um 1525/30 in Hohentengen; † 1565 in Southam, Warwickshire), evangelischer Geistlicher und Kirchenleiter in England
- Eduard Schäubli (* 2. März 1866 in Lienheim; † 15. November 1923 in Bassersdorf in der Schweiz), deutsch-schweizerischer Lehrer, Unternehmer und Politiker
- Julius Scheuble (* 1890 in Lienheim; † 1964 in Freiburg), Verwaltungsbeamter, Landes- und Bundesarbeitsamts-Präsident, Ministerialdirektor
- Otto Etspüler (Odilo Etspueler) Steyler Missionare SVD, (* 1912 in Günzgen; † 1995), Missionsbischof in Bangued (Philippinen) und Titularbischof von Fata
- Herbert Fuchs (* 27. Juli 1932 in Hohentengen; † 3. März 2021 ebenda), Gemeinderat und Heimatforscher